# Parvin E'tesami

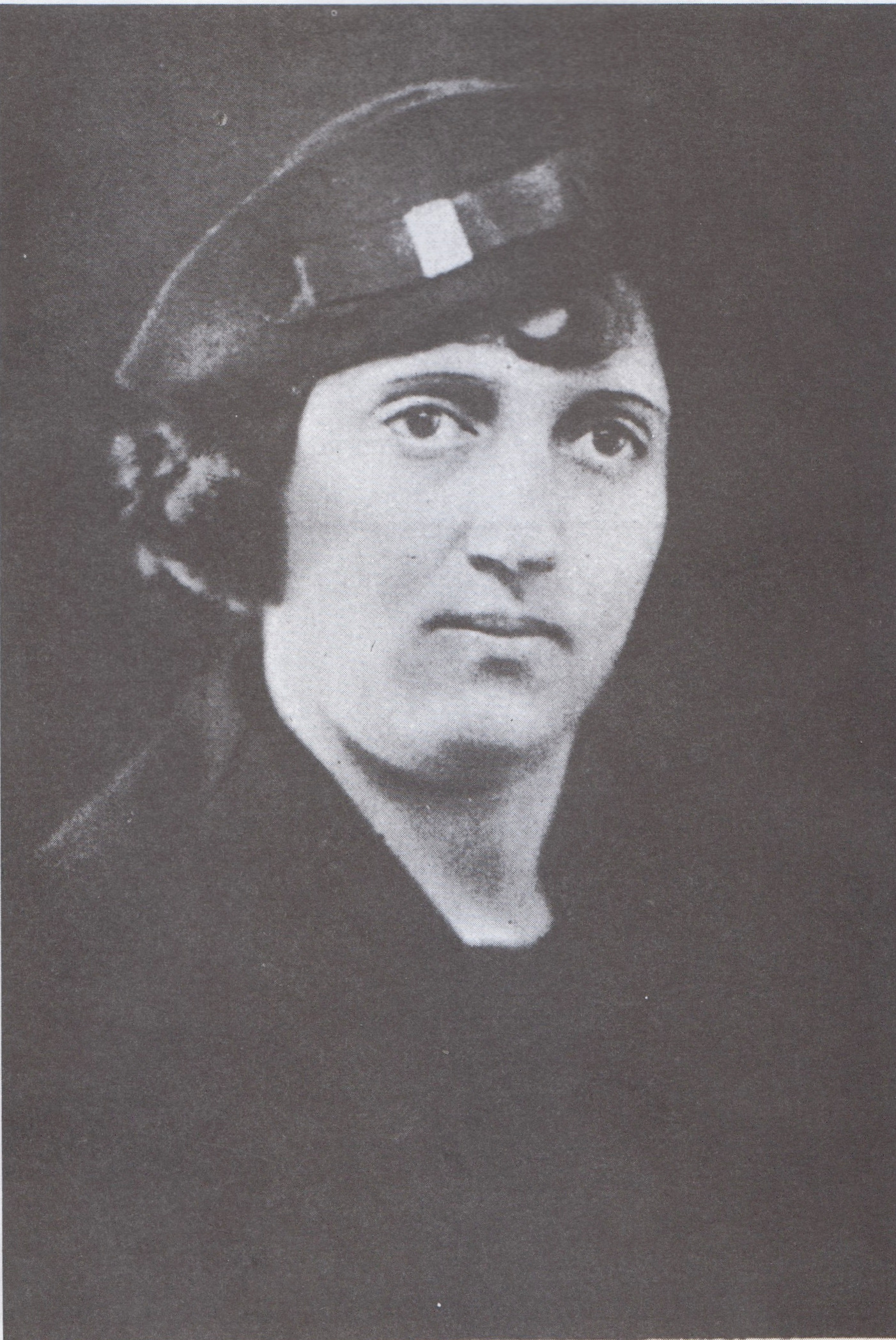
Parvin E'tesami

Rakhshandeh E'tesami, känd under namnet Parvin E'tesami (persiska پروین اعتصامی), född 17 mars 1906 i Tabriz, Persien, död 4 april 1941 i Teheran, Iran, var en iransk poet. Hon började skriva dikter vid åtta års ålder, och gav ut sin första poesibok 1935. Hon studerade vid Iran Bethel School i Teheran där hon sedan undervisade under en period. Hon var medlem i kvinnorättsorganisationen Kanoun-e-Banovan och stödde Kashf-e hijab-reformen mot obligatorisk slöja i Iran. 1926 blev hon erbjuden att vara privatlärare åt shahen Reza Pahlavis fru, men avböjde.
Hon gifte sig när hon var tjugoåtta år med sin fars kusin, Fazlollah E'tesami, och paret skilde sig tio veckor senare. Hon dog av Tyfoidfeber när hon var trettiofem år och begravdes i Qom.
Den första utgåvan av hennes Divān bestod av 156 lyrikdikter och kom ut 1935. Nationalskalden och litteraturvetaren Mohammad Taqi Bahar skrev en introduktion till denna utgåva.

## Parvin E'tesamipriset i litteratur
Parvin E'etesamipriset i litteratur instiftades 2003 av Ministeriet för kultur och islamisk vägledning i Iran. Det hålls inom olika kategorier av poesi, skönlitteratur, dramatik, forskningslitteratur, barn- och ungdomspoesi respektive barn- och ungdomsberättelser.